# Hyder Ali
Hyder Ali (in hindī हैदर अली; in urdu  حيدر علی‎?; in kannada ಹೈದರ್ ಅಲಿ, in haidarālī; Budikote, 1721 – Chittoor, 7 dicembre 1782) è stato un sultano e militare indiano, regnante de facto del Regno di Mysore, nell'India meridionale, dal 1761 al 1782.
Nato col nome di Hyder Naik, seppe distinguersi militarmente, attirando l'attenzione dei regnanti di Mysore. Elevato all'incarico di comandante in capo delle forze armate di Krishnaraja Wodeyar II, egli iniziò ben presto a dominare col suo carattere il sovrano ed ottenne a tutti gli effetti il governo di Mysore dal 1761. Oppose una strenua resistenza anti-coloniale all'avanzata militare della Compagnia britannica delle Indie Orientali durante la prima e la seconda guerra anglo-mysore, e fu l'innovatore dell'uso militare dei razzi Mysore.
Sebbene illetterato, Hyder Ali ricoprì un ruolo importante nella storia dell'India meridionale per il suo acume amministrativo e per le sue doti militari. Egli concluse un'alleanza con la Francia contro i Britannici, servendosi di lavoratori francesi per costruire un arsenale e migliorare l'artiglieria indiana. Il suo governo di Mysore venne caratterizzato da frequenti contrapposizioni coi vicini e ribellioni all'interno dei suoi stessi territori. Questo non era raro per l'epoca dal momento che l'intero subcontinente indiano era in tumulto. Egli parlava fluentemente kannaḍa, telugu, indostano, persiano, marāṭhi e tamil. Buon amministratore e capo militare, alla sua morte lasciò al figlio primogenito Fateh Ali Tipu un regno molto esteso confinate a nord con il fiume Krishna e ad est ed a ovest dall'Oceano Indiano.

## Biografia

### I primi anni

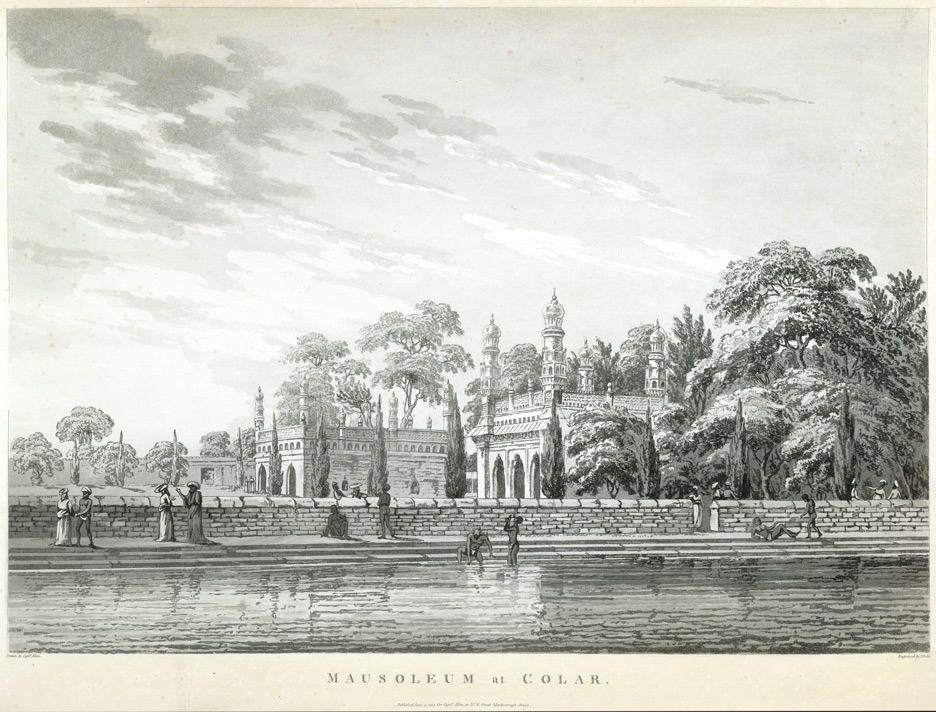
Il mausoleo degli antenati di Hyder Ali, tra cui spiccava suo padre Fatah Muhammad, nella città di Kolar.

La data esatta della nascita di Hyder Naik non è ad oggi ancora certa, ma varie fonti storiche consentono di porla tra il 1717 ed il 1722. Diverse sono anche le notizie relative ai suoi antenati: secondo alcuni racconti, suo nonno era discendente da una famiglia musulmana di origini persiane, mentre un'altra genealogia la fa discendere dall'area dell'attuale Afghanistan. Secondo una terza versione, scritta da un ufficiale francese nel XVIII secolo, Hyder stesso pretendeva di essere discendente dalla tribù araba dei Quraysh, la stessa tribù a cui apparteneva il profeta Maometto. Suo padre, Fatah Muhammad, era nato a Kolar, ed aveva prestato servizio come comandante di 50 uomini tiratori di razzi di bambù (utilizzati prevalentemente per segnalazioni) nell'esercito del Nawwāb del Karnataka. Fatah Muhammad entrò probabilmente quindi al servizio della dinastia dei Wodeyar nel Regno di Mysore, ove ascese al rango di potente comandante militare. I Wodeyars gli concessero il villaggio di Budikote come jagir (proprietario terriero), ove prestò servizio come Naik (signore).
Hyder Ali nacque a Budikote, figlio quintogenito di Fatah Muhammad, ed il secondo della sua terza moglie. I suoi primi anni di vita non sono ben documentati; di lui si sa che entrò in servizio col fratello Shahbaz dopo la morte di suo padre in combattimento. Dopo aver prestato servizio militare per diversi anni sotto i regnanti di Arcot, egli passò a Seringapatam, ove era in servizio suo zio. Fu quest'ultimo ad introdurlo a Devaraja, il dalwai (Primo ministro e capo militare) di Krishnaraja Wodeyar II, e a suo fratello Nanjaraja, che ricopriva importanti incarichi governativi. Hyder e suo fratello ottennero entrambi incarichi di rilievo nell'esercito mysoriano; Hyder prestò servizio sotto Shahbaz, comandando 100 cavalieri e 2 000 fanti.

### L'ascesa al potere

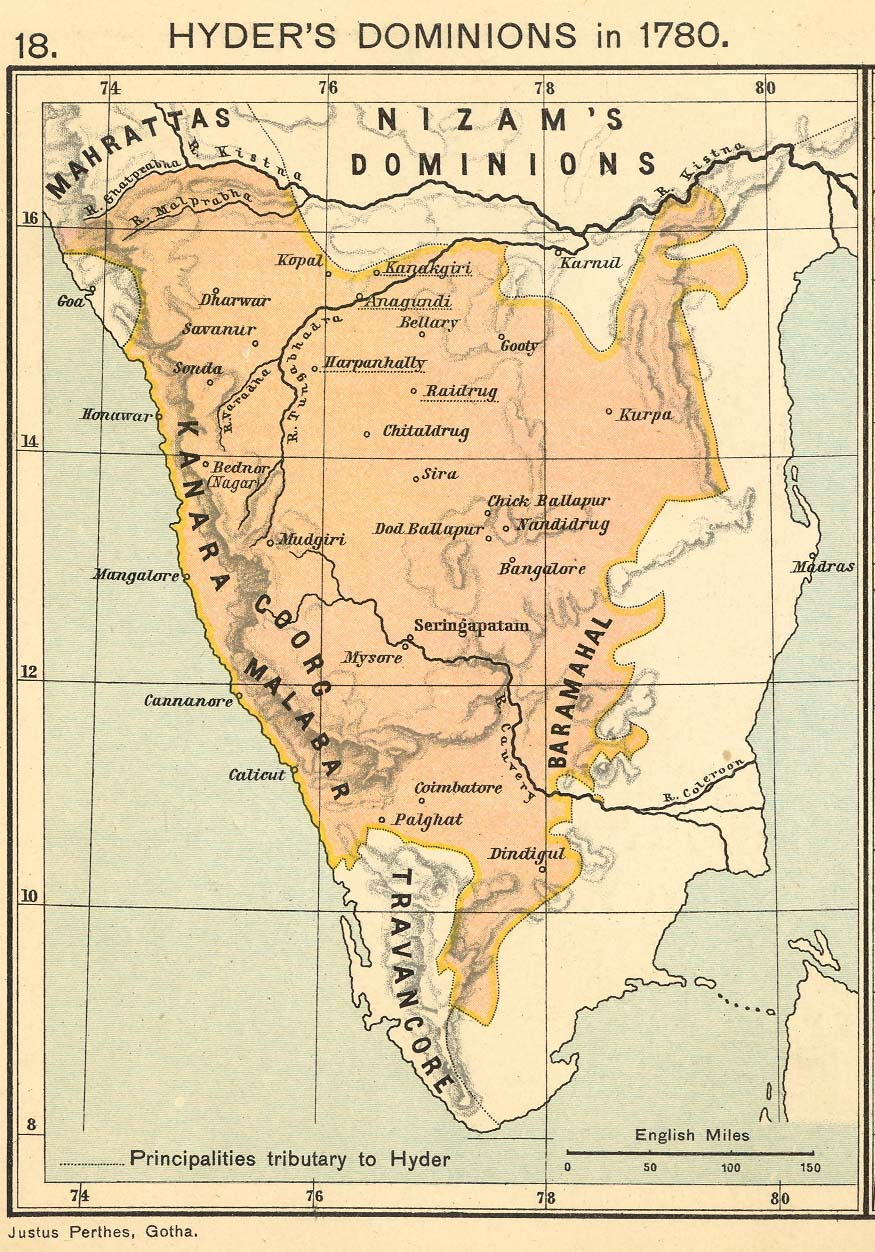
Il territorio del Sultanato di Mysore retto da Hyder Ali, nell'anno 1780.

Nel 1748, Qamar-ud-din Khan, Asaf Jah I, per lungo tempo Nizam di Hyderabad, morì. La guerra di successione che conseguì alla sua dipartita prese il nome di Seconda guerra del Karnataka, e pose il figlio di Asaf Jah, Nasir Jung, contro suo cugino Muẓaffar Jung. Entrambe le fazioni erano sostenute da altri governanti locali, e vi vennero coinvolte anche le forze francesi e inglesi impegnate nella conquista coloniale dell'India. Devaraja aveva iniziato a ricoprire una maggiore autorità militare, e nel 1749 Nanjaraja marciò alla testa dell'esercito mysoriano in supporto a Nasir Jung. L'esercito giunse a Devanhalli, dove i mysoriani presero parte all'assedio del forte di Devanahalli. Il forte era difeso dalle forze di Muzaffar Jung e l'assedio venne condotto dal marchese di Bussy-Castelnau, ufficiale francese. Dopo otto mesi di assedio, i fratelli Naik ebbero modo di distinguersi e vennero ricompensati dal dalwai con importanti comandi. Dal 1755 Hyder Ali ottenne 3.000 fanti e 1.500 cavalieri, e le fonti dell'epoca ricordano come gran parte delle sue ricchezze provenissero da saccheggi. In quell'anno egli venne anche nominato Faujdar (comandante militare) di Dindigul. In quest'ultima posizione egli decise di assumere dei consiglieri di origine francese per organizzare ed allenare le sue compagnie di artiglieria. Egli è noto anche per aver prestato personalmente servizio al fianco di de Bussy, ove conobbe anche Muzaffar Jung e Chanda Shahib. In questi anni di guerra egli andò in odio e sfiducia a Muhammed Ali Khan Wallajah, il Nawwāb del Karnataka per le numerose conquiste militari. Muhammad Ali Khan Wallajah siglò da allora un'alleanza con gli inglesi, e venne accusato da Hyder Ali negli anni successivi di avergli negato con quell'atto ogni possibile contatto amichevole con la Gran Bretagna.
Con le Guerre karnatake, Hyder Ali ed il suo battaglione di Mysore prestò servizio al fianco di comandanti militari come Joseph François Dupleix, il conte di Lally e De Bussy, assistendo anche Chanda Sahib in diverse occasioni. Hyder Ali sostenne le pretese di Muzaffar Jung e successivamente si schierò con Salabat Jung. Durante la Seconda guerra del Karnataka, Hyder Ali fu attivo durante la Battaglia di Seringham, nella battaglia di Golden Rock, nella battaglia di Sugar-loaf Rock e nella battaglia di Tondeman's Woods. Durante la Terza guerra del Karnataka, Hyder Ali fu attivo durante la Battaglia di Trivadi e nella Battaglia di Pondicherry.Template:Failed verification
Già all'inizio della sua carriera, Hyder Ali disponeva di un assistente finanziario nella persona del brahmino Khande Rao. Hyder Ali, che era illetterato, era invece dotato di una prodigiosa memoria e di un acume numerico, e Khande Rao fu il suo assistente per la gestione del suo copioso patrimonio. Il sistema elaborato da Rao includeva controlli e bilanci così sofisticati da includere ogni genere di entrate tra cui i saccheggi nel dettaglio ed i proventi derivati.
Nel 1757 Hyder Ali venne chiamato a Seringapatam per supportare Devaraja contro le congiure di Hyderabad e dell'Impero maratha. Al suo arrivo egli trovò l'esercito mysoriano in completo dissesto e sull'orlo dell'ammutinamento per la mancanza di paga. Mentre Devaraja cercava di trovare rimedio agli intrighi da Seringapatam, Hyder Ali trovò il modo di pagare l'esercito e fece arrestare gli ammutinati. Hyder Ali quindi guidò la campagna mysoriana contro i Nair del Malabar (costa occidentale indiana). Per il ruolo avuto negli scontri Hyder Ali venne ricompensato da Devaraja con il titolo di jaghir (governatore regionale) di Bangalore. Nel 1758 Hyder Ali riuscì a forzare i Maratha a lasciare l'assedio di Bangalore. Dal 1759 Hyder Ali ottenne il comando dell'intero esercito di Mysore. il giovane raja Krishnaraja ricompensò la fedeltà di Hyder Ali col titolo di Fatah Hyder Bahadur o Nawwāb Hyder Ali Khan. Dal momento che a causa dei continui conflitti con i Maratha il tesoro di Mysore era andato virtualmente in bancarotta, costringendo all'esilio la regina madre, il posto di dalawi venne preso da Nanjaraj dopo la morte del fratello nel 1758. Hyder Ali fu beneficiario di quest'azione, aumentando la sua influenza a corte
Nel 1760 la regina madre cospirò con Khande Rao, che era passato al servizio del raja, per escludere Hyder Ali dalla scena politica. Egli venne precipitosamente espulso da Seringapatam, lasciando la sua famiglia, tra cui suo figlio Tipu, agli arresti domiciliari. L'improvvisa dipartita lasciò Hyder Ali con diverse risorse. Egli venne inaspettatamente aiutato dalla Terza battaglia di Panipat, nella quale i Maratha soffrirono le principali sconfitte. Per via di queste perdite, i Maratha si ritirarono da Mysore e il cognato di Hyder Ali, Makdum Ali, li spinse verso Bidnur e Sunda. Hyder Ali presto consolidò il suo potere ponendo Mirza Sahib come comandante di Sira, Ibrahim Ali Khan a Bangalore e suo cugino Amin Sahib a Basnagar. Poco dopo, Hyder Ali marciò assieme alle forze di Makdum Ali, che si attestavano a circa 6.000 di cui 3.000 uomini provenivano dalla guarnigione di Bangalore.
Il gruppo si scontrò con le forze di Khande Rao prima di raggiungere la capitale. Khande Rao, con 11.000 uomini, vinse la battaglia, e Hyder Ali fu forzato a richiamare l'esiliato Nanjaraj per ottenere aiuto. Nanjaraj gli concesse il comando del suo esercito, e il titolo di Dalwai. Con le sue forze Hyder Ali si mosse nuovamente contro Khande Rao. I due eserciti si scontrarono nuovamente, ma l'ostinazione e la preparazione di Hyder Ali convinsero Khande Rao a fuggire anziché ingaggiare lo scontro. Hyder Ali inviò delle lettere fingendo che fossero di Nanjaraj a molti comandanti di Khande Rao, confermando un fittizio accordo di Nanjaraj ad aiutare Khande Rao a sconfiggere Hyder Ali. Temendo comunque una cospirazione, Khande Rao riparò a Seringapatam. Dopo una battaglia minore, Hyder Ali prese gran parte dei territori rimanenti e circondò Seringapatam. I successivi negoziati lasciarono a Hyder Ali il completo controllo militare di Mysore, imprigionando Khande Rao a Bangalore.

### Il governo di Mysore

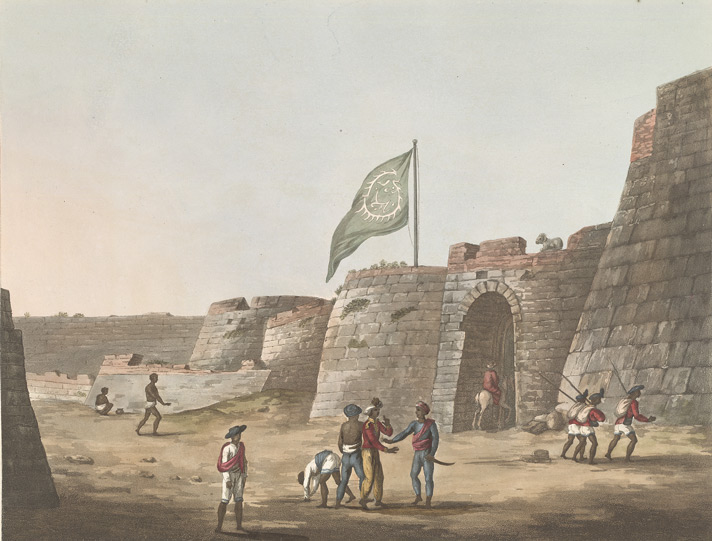
La bandiera del Sultanato di Mysore all'entrata del forte di Bangalore.

Dopo aver rovesciato Khande Rao, Hyder Ali fondò il Sultanato di Mysore e formalmente si autoproclamò Sultano Hyder Ali Khan nella sua corrispondenza con l'Imperatore mughal Shah 'Alam II. Egli si dimostrò molto cauto nella sua diplomazia col Niẓām di Hyderabad, il quale, secondo il suo firman ufficiale concessogli dal Gran Mogol, il sovrano di tutti i territori musulmani dell'India meridionale.
Sulla costa del Malabar, Ali Raja Kunhi Amsa II aveva stabilito una flotta bene armata consistente in 10 dhow e 30 più grandi ketch di stanza nell'Oceano Indiano, nel tentativo di conquistare le isole che appartenevano al nuovo Imperatore mughal Aurangzeb. Nel 1763 la sua flotta salpò per Lakshadweep e Cannanore portando a bordo dei sepoy e sui suoi pennoni i colori e gli emblemi di Hyder Ali, catturando le Maldive e perpetrando crudeltà tra la popolazione locale. Ali Raja ritornò a Mysore per rendere omaggio a Hyder Ali, presentandogli il Sultano delle Maldive Hasan 'Izz ud-din quale suo prigioniero, che venne poco dopo accecato per ordine di Ali Raja. Oltraggiato da questo ennesimo eccesso, Hyder Ali privò Ali Raja del comando della sua flotta.

### L'espansione e le relazioni con i cattolici di Mangalore

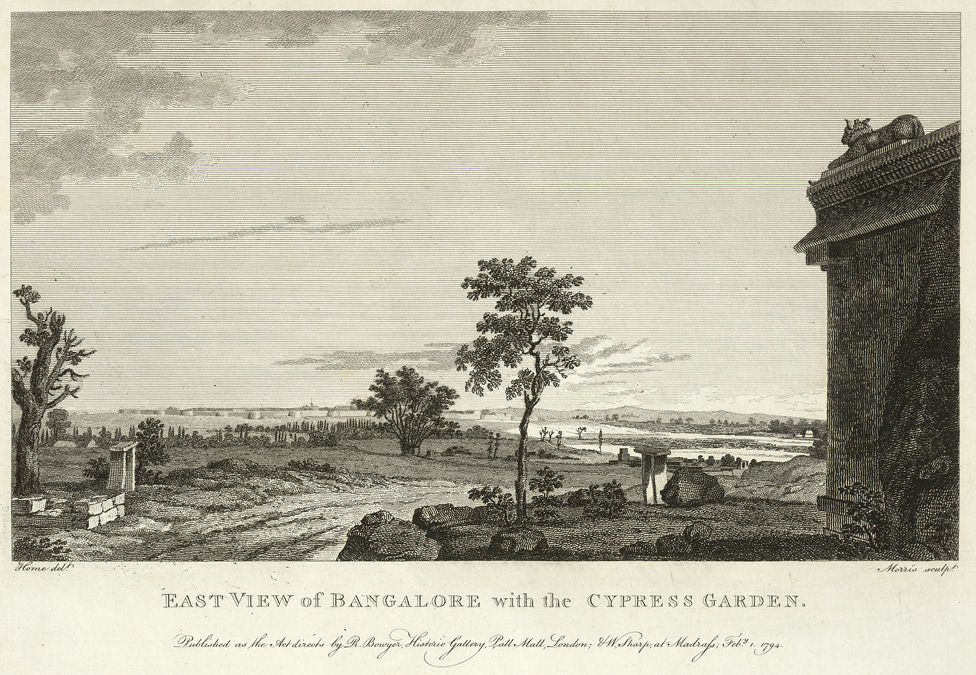
I giardini di Lal Bagh a Bangalore vennero progettati per Hyder Ali con tecniche di giardinaggio della tradizione mughal e francesi.

Negli anni successivi alla sua presa di potere, Hyder espanse i propri territori a settentrione. Due acquisizioni chiave furono Sira, presa ai Maratha, ed il regno di Bednore, ove come colse come casus belli il sostegno del pretendente al trono locale contro i suoi usurpatori. Nel 1763 egli prese la capitale locale, Ikkeri, col relativo ricco tesoro. Egli rinominò la capitale Haidernagar, e iniziò a declamarsi Hyder Ali Khan Bahadur, titolo del quale era stato insignito a suo tempo da Salabat Jung come ricompensa per la presa di Sira. Egli trasportò gran parte della sua famiglia a Ikkeri, una fortezza neutrale, nella speranza che essa "avrebbe potuto servirgli da rifugio sicuro". Egli si assunse tutti i diritti dei sovrani di Bednore, iniziando a battere moneta, e stabilendo un sistema di pesi e misure. Egli si assicurò che il suo primogenito ed erede Tipu ricevesse un'educazione di qualità, "impiegando tutori istruiti" e "nominando attendenti alla mano". Egli coltivò un particolare sospetto nei confronti degli stranieri, rifiutandosi nello specifico di permettere agli inglesi di avere un loro rappresentante alla sua corte. La sua sicurezza, ad ogni modo, non era certa a Bednore: le continue malattie e le cospirazioni contro la sua persona, lo spinsero a ritenere che la città non fosse la capitale ideale dei suoi domini, e pertanto egli fece ritorno a Mysore.
La presa di Bednore includeva diversi porti sulla costa del Malabar, tra cui Mangalore. Hyder usava questi porti per porvi una propria piccola marina di carattere locale. I registri documentari di questa marina sono frammentari, ma quelli redatti dai portoghesi indicano il varo della flotta tra il 1763 ed il 1765. Le navi avevano per ufficiali dei soldati europei ed il suo primo ammiraglio fu un inglese; dal 1768 il posto di ammiraglio venne affidato ad un ufficiale di cavalleria di Mysore di nome Ali Bey (o Lutf Ali Beg), scelto direttamente da Hyder dal momento che non riponeva più fiducia nemmeno nei capitani europei.
Hyder ebbe relazioni amichevoli con la popolazione cristiana di Mangalore, che per lungo tempo era rimasta sotto l'influenza portoghese, e con tutti i cristiani in generale. Egli mantenne una stretta amicizia con due cattolici Goan in particolare, il vescovo Noronha e frate Joachim Miranda, e permise a dei missionari protestanti di vivere alla sua corte. L'esercito di Hyder includeva inoltre alcuni soldati cattolici, ed egli permise ai cristiani di costruire una chiesa a Seringapatam, dove i generali francesi erano soliti pregare e dove predicatori e sacerdoti officiavano regolarmente. Lo storico mangalorese A. L. P. D'Souza riporta che Hyder disponeva anche di cristiani nella sua amministrazione statale. A seguito di trattati conclusi coi portoghesi, egli permise anche ai sacerdoti portoghesi di insediarsi nei suoi confini. Ad ogni modo, molti mangaloresi (non solo cristiani) lo criticarono aspramente per l'eccessiva tassazione loro imposta.

### La prima guerra con i Maratha

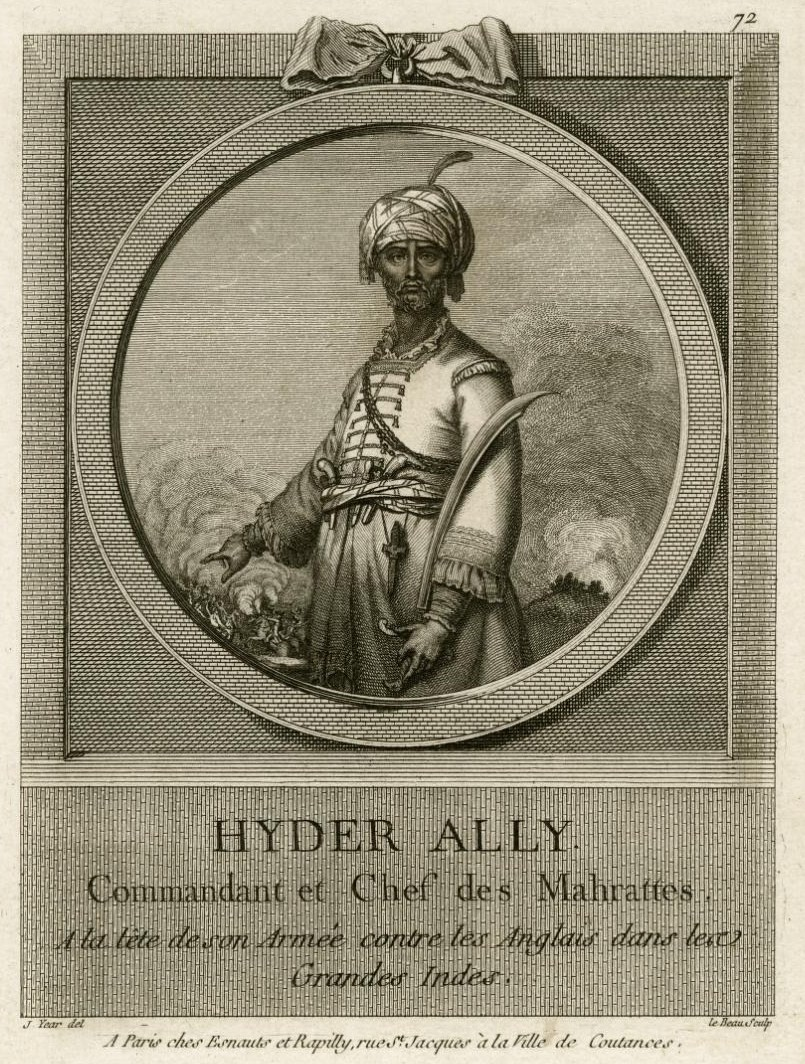
Hyder Ali nel 1762, descritto erroneamente come il Comandante in Capo dei Maratha. Alla testa del suo esercito nella guerra contro gli inglesi in India (incisione francese d'epoca)

Il Rani di Bednore si era appellato al Nawab di Savanur per assistenza quando venne invaso da Hyder. Quest'ultimo, cercò di estorcergli poi un tributo. Fallendo in questo, egli si era dato a compiere scorribande nel territorio del Rani, raggiungendo Dharwad, a nord del fiume Tungabhadra. Dal momento che Savanur era tributario dei Maratha, il Peshwa si scontrò con una forza superiore e sconfisse Hyder presso Rattihalli. La vittoria dei Maratha forzò Hyder alla ritirata; egli dovette abbandonare Bednore, riuscendo però a trasferire il suo tesoro a Seringapatam. Hyder pagò 350.000 rupie in tributo per la fine della guerra e dovette restituire gran parte dei territori acquisiti ad eccezione di Sira.
Nel 1766 Hyder Ali ritornò nel Malabar, questa volta su invito del raja di Cannanore, il quale si era reso indipendente dallo Zamorin, governante di Calcutta. Hyder pretese un tributo dallo Zamorin, che aveva supportato gli oppositori di Hyder durante le sue prime campagne espansionistiche. Dopo una difficile campagna, Hyder raggiunse Calcutta, dove lo Zamorin, dopo aver promesso di effettuare il pagamento, non si presentò all'incontro. Hyder fece porre lo Zamorin agli arresti nella sua casa e fece torturare il suo ministro delle finanze. Temendo un simile trattamento, lo Zamorin diede fuoco al suo palazzo e perì tra le fiamme, ponendo così fine alla dinastia degli Eradi quali governatori di Calcutta. Dopo aver stabilito il proprio controllo su Calcutta, Hyder abbandonò la città, ma venne costretto a ritornarvi alcuni mesi dopo quando i Nairs si ribellarono al governo del suo luogotenente, Reza Sahib. La risposta di Hyder fu durissima: dopo aver schiacciato la ribellione, molti ribelli vennero giustiziati, mentre altri vennero posti in esilio forzato sulle montagne di Mysore.
Il regnante titolare di Mysore, Krishnaraja, morì nell'aprile del 1766, mentre Hyder era nel Malabar. Hyder aveva lasciato ordini ai propri rappresentanti a corte che il figlio ed erede di Krishnaraja, Nanjaraja, fosse regolarmente investito di tutti gli onori "formali" dedicati al nuovo raja. Egli comunque colse l'occasione per trarre ulteriore guadagno da questo fatto: il palazzo del raja venne saccheggiato ed il suo staff venne ridotto drasticamente, instaurandovi nuovi impiegati che altri non erano che spie di Hyder Ali.

### La prima guerra anglo-mysore

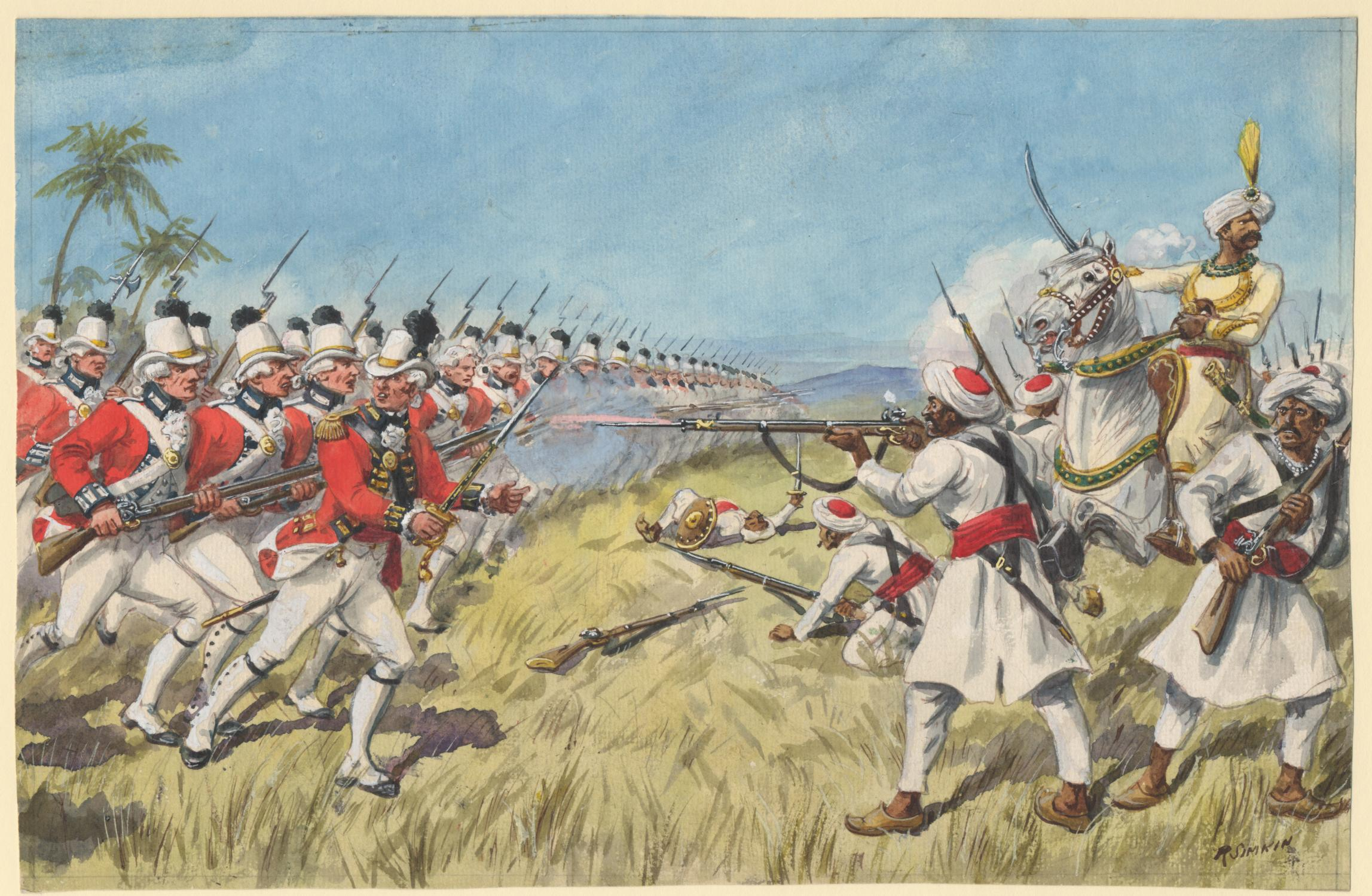
Illustrazione inglese di Sayed Sahib mentre guida le forze di Hyder Ali durante l'Assedio di Cuddalore.

Nel 1766 Mysore iniziò a venire coinvolta in una serie di dispute diplomatiche e territoriali tra il nizam di Hyderabad e la Compagnia britannica delle Indie Orientali, che all'epoca era la principale potenza coloniale europea nella costa orientale dell'India. Il nizam, cercando di deflettere gli inglesi dai loro tentativi di ottenere il controllo della parte settentrionale di Circars, si aprirono a Hyder Ali per lanciare un'invasione della Karnataka. Il nizam quindi cercò di contrattare con la Presidenza di Madras inglese ma senza l'effetto sperato. Queste manovre diplomatiche diedero come risultato l'inizio della Prima guerra anglo-mysore nell'agosto del 1767 quando un avamposto a Changama venne attaccato da forze combinate di Mysore e Hyderabad al comando di Hyder Ali. Malgrado la disparità significativa tra le due parti (circa 70.000 indiani contro appena 7.000 inglesi), gli alleati vennero repulsi con gravi perdite. Hyder Ali si portò a catturare Kaveripattinam dopo due giorni di assedio, mentre il comandante inglese a Changama, il colonnello Joseph Smith, si ritirò verso Tiruvannamalai per rinforzi e rifornimenti. Qui Hyder Ali venne respinto con decisione il 26 settembre 1767. Con l'arrivo della stagione dei monsoni, Hyder Ali optò per continuare la campagna piuttosto che adottare l'usuale pratica di sospendere le operazioni a causa delle difficili condizioni meteorologiche ove l'acqua causava delle difficoltà alle armate. Dopo aver ottenuto il controllo di alcuni avamposti minori, egli assediò Ambur nel novembre del 1767, forzando gli inglesi a riprendere la campagna militare. Il comandante della guarnigione britannica si rifiutò di accettare la resa propostagli da Hyder Ali in cambio della resa, e l'arrivo di nuove truppe nel dicembre di quell'anno forzò Hyder Ali a lasciare l'assedio. Egli si ritirò a nord, coprendo i movimenti delle forze del nizam, ma venne rincuorato quando un intero corpo di cavalieri europei disertarono l'esercito britannico. Il fallimento di questa campagna, combinata col successo dell'avanzata britannica, portò a dei negoziati tra gli inglesi ed il nizam Asaf Jah II, che portò all'inevitabile rottura dell'alleanza tra Hyder Ali ed il nizam stesso. Quest'ultimo si ritirò ad Hyderabad e negoziò poi un nuovo trattato con la compagnia inglese nel 1768. Hyder Ali, cercò la fine del conflitto e tentò di pacificarsi con gli inglesi, ma la sua proposta venne rifiutata.
All'inizio del 1768, la Presidenza di Bombay organizzò iuna spedizione nei territori costieri di Mysore. La flotta di Hyder Ali, che gli inglesi riportarono essere composta da dieci navi, disertò in massa, apparentemente per il fatto che i capitani europei in servizio erano scontenti del loro trattamento ed alcuni di loro avevano optato per tornare al servizio di Ali Raja Kunhi Amsa II, ma Hyder Ali scelse il comandante di cavalleria Lutf Ali Beg come nuovo comandante della flotta. Lutf Ali Beg ritirò inoltre gran parte della guarnigione di Mangalore spostandola su quello che prevedeva essere l'obbiettivo degli inglesi, Onore. Come conseguenza, gli inglesi occuparono Mangalore con un'opposizione minima nel febbraio di quell'anno. Questa attività, combinata alla perdita del nizam come alleato, portò Hyder Ali a ritirarsi dalla Karnataka ed a muoversi velocemente verso il Malabar. Grazie alle forze al comando del figlio Tipu, Hyder Ali riuscì successivamente a riprendere Mangalore ed altre parti di territorio ove si estendevano le forze britanniche. Egli inoltre levò nuove tasse contro quei territori che avevano supportato gli inglesi nella loro avanzata.
Dopo la sua riconquista, Hyder Ali apprese che i cattolici mangaloresi avevano aiutato gli inglesi nella conquista di Mangalore, credenza che egli interpretò come tradimento. Egli incaricò quindi un ufficiale portoghese e molti sacerdoti cristiani di trovare una punizione appropriata da imporre ai cattolici locali per la loro mancanza. L'ufficiale portoghese suggerì la pena di morte per quei cattolici che avessero aiutato gli inglesi, come era consuetudine fare per tradimento nei confronti del sovrano. Ma Hyder Ali decise di mostrarsi ad ogni modo clemente col suo popolo, preferendo per quelli la prigione. Egli successivamente aprì negoziati con i portoghesi e raggiunse un accordo che mitigò la situazione dei cristiani nei suoi domini e la comunità cristiana mangalorese poté largamente prosperare sotto il suo dominio.
Durante l'assenza di Hyder Ali dalla Karnataka, gli inglesi ripresero molte posizioni che Hyder Ali aveva loro conquistato e che aveva solo scarsamente difeso, ed avanzarono sino a Dindigul. Essi inoltre convinsero i Maratha ad entrare in conflitto al comando di Morari Rao, assieme al colonnello Smith a Ooscota all'inizio dell'agosto del 1768. Questo esercito iniziò quindi i preparativi per assediare Bangalore, ma Hyder Ali fece ritorno a Bangalore dal Malabar il 9 agosto, in tempo per reprimere gli alleati prima che avesse inizio un nuovo assedio. Il 22 agosto, Hyder Ali e le sue forze da Mysore attaccarono il campo maratha durante la Battaglia di Ooscota, ma venne respinto quando si scontrò con i rinforzi potenti dei maratha. Hyder Ali venne quindi coinvolto in un tentativo di evitare l'arrivo di una seconda colonna britannica al campo alleato; la potenza di queste forze combinate lo convinse però a ritirarsi da Bangalore a Gurramkonda, ove le sue truppe vennero rafforzate da quelle del cognato. Egli tentò anche di portare avanti misure diplomatiche per impedire un assedio a Bangalore, offrendosi di pagare una forte somma e concessioni terriere in cambio della pace. Gli inglesi proposero una lista aggressiva di condizioni tra cui il pagamento di un tributo al nizam e vaste concessioni territoriali alla Compagnia britannica delle Indie Orientali. Hyder Ali a questo punto si rifiutò di sottomettersi a Muhammed Ali Khan Wallajah, sua nemesi nella Karnataka. I negoziati fallirono.
Il 3 ottobre, Hyder Ali, mentre spostava il suo esercito da Guuramkonda di nuovo verso Bangalore, sorprese una piccola guarnigione degli uomini di Muhammed Ali Khan Wallajah presso il forte di Mulwagal, non lontano da Ooscota. Vennero inviati sul posto dei rifornimenti inglesi ed il colonnello Wood fu in grado di riprendere il controllo della parte a valle del forte ma non di quella a monte. Il giorno successivo egli uscì con alcune compagnie di uomini per investigare i movimenti dei nemici indiani. Questa piccola forza, nel numero di quattro compagnie, venne circondata dall'intero esercito di Hyder Ali nella Battaglia di Mulwagal. Lo stratagemma di un altro ufficiale, il colonnello Brooks, evitò la perdita di questo distaccamento; il colonnello Brooks ed altre due compagnie portarono due cannoni sulla cima di una collina vicina, e Brooks urlò "Smith! Smith!" mentre sparava i cannoni. Entrambe le parti interpretarono questo segnale come l'imminente arrivo del colonnello Smith con le sue forze, e l truppe di Hyder iniziarono a ritirarsi. Questo fatto permise al colonnello Wood di unirsi alle truppe di Brooks ed altri rinforzi, prima che Hyder Ali potesse realizzare il suo errore. Hyder Ali riprese il suo attacco, ma venne respinto con pesanti perdite: le sue perdite si attestarono a 1.000 uomini, mentre per gli inglesi i morti furono 200. La severità del conflitto convinse il colonnello Smith che egli non sarebbe stato in grado effettivamente di assediare Bangalore senza prima infliggere un'ulteriore pesante sconfitta a Hyder Ali con una battaglia in campo aperto. Gli ufficiali della compagnia accusarono Smith di aver fallito nel portare avanti la definitiva sconfitta di Hyder Ali, e lo richiamarono a Madras. Hyder Ali colse l'occasione per assediare Hosur, ed il colonnello Wood marciò per riprendere il controllo della città. Quando Wood si avvicinò, Hyder Ali iniziò l'assedio, accerchiando la colonna di Wood e tagliandole i rifornimenti con una battaglia presso Bagalur. Hyder Ali riuscì così ad acquisire molti rifornimenti nemici ed a spostare le forze di Wood verso Venkatagiri. Wood venne richiamato e rimpiazzato dal colonnello Lang.
Hyder Ali ottenne quindi nuove forze da Mysore e si portò all'offensiva. Nel novembre del 1768 egli divise il suo esercito in due parti ed attraverso i territori verso la Karnataka, riprendendo il controllo di molte postazioni minori controllate dagli inglesi. Sulla strada verso Erode, Hyder Ali riuscì a sopraffare un continente di inglesi che vennero inviati come prigionieri a Seringapatam. Dopo aver stabilito il controllo su gran parte della Karnataka meridionale, la sua marcia si portò verso Madras. Questo spronò gli inglesi ad inviare un rappresentante per discutere la pace; per via dell'insistenza di Hyder Ali perché il nawab della Karnataka venisse escluso dai negoziati, questi si conclusero con un nulla di fatto. Hyder Ali riprese dunque la marcia con altri 6.000 cavalieri ed un piccolo gruppo di fanteria, giungendo in tre giorni alle porte di Madras, dopo aver percorso a tempo di record una distanza di quasi 210 km.
Come conseguenza venne siglato un trattato a Madras il 29 marzo 1769 che restaurò lo status quo ante bellum, ad eccezione dell'acquisizione di Mysore del distretto di Karur.

### Relazioni con arabi, persiani e turchi

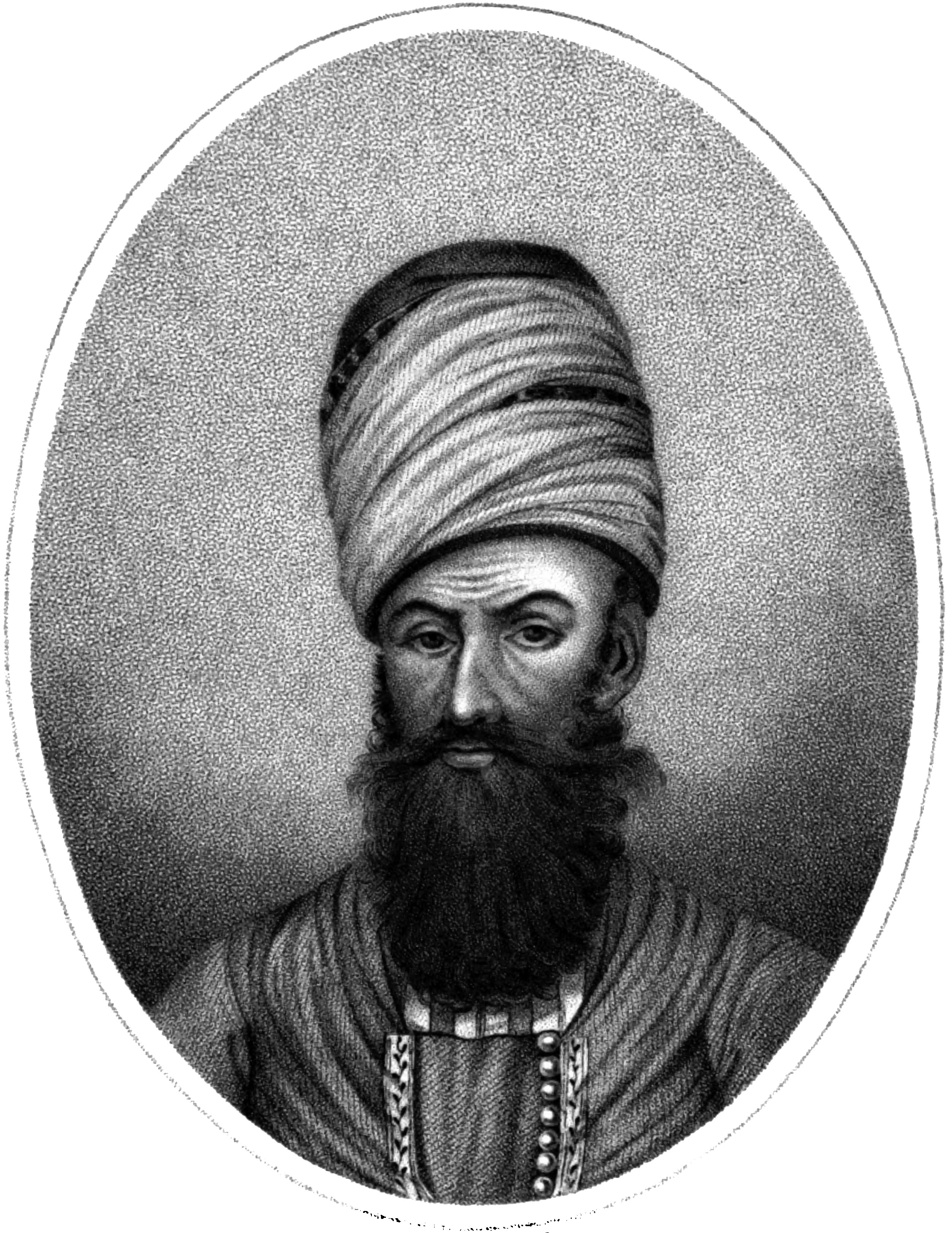
Lo scià di Persia, Karim Khan

Quando Hyder ottenne i territori del Malabar, egli ottenne l'accesso chiave alle coste e iniziò a sviluppare una serie di relazioni con i suoi partner commerciali oltremare. Con questa facoltà egli stabilì le tariffe ai porti contro i commercianti europei, preferendovi i commercianti mysoriani ed arabi. Partendo dal 1770 egli inviò ambasciatori ad Abu Hilal Ahmad bin Said a Mascate ed a Karim Khan a Shiraz, poi capitale della Persia, alla ricerca di alleanze militari ed economiche. In un'ambasceria del 1774 presso Karim Khan, regnante di Persia, egli cercò di stabilire una stazione commerciale presso il Golfo Persico. Karim rispose offrendo Bandar Abbas, ma l'operazione si concluse con un nulla di fatto. Karim Khan inviò poi 1.000 uomini a Mysore nel 1776 in risposta ad un'altra ambasceria nel 1776. Durante gli ultimi anni del suo regno, Hyder Ali pianificò inoltre di inviare un'ambasceria al sultano ottomano Mustafa III, ma fu suo figlio Tipu ad avere per la prima volta contatti diretti con Istanbul.

### La seconda guerra con i Maratha
Hyder, credendo che potesse essere sostenuto dagli inglesi nel conflitto con i Maratha, iniziò a chiedere dei tributi da piccoli stati di frontiera tra i territori dei Maratha e quelli del regno di Mysore, rifiutandosi contestualmente di pagare i tributi richiesti dai Maratha. I Maratha risposero nel novembre del 1770 con l'invasione di un esercito di 35.000 uomini. Sulla base del trattato sottoscritto in precedenza, Hyder richiese l'assistenza inglese. La compagnia si rifiutò e Hyder dovette ritirarsi dallo scontro, non mancando però di bruciare e devastare le terre dei Maratha che vedevano il suo passaggio. I Maratha riuscirono a conquistare gran parte della parte settentrionale del regno di Mysore, e consolidarono queste acquisizioni durante la seconda stagione dei monsoni. Hyder offrì in pagamento alcuni tributi richiesti, ma la sua offerta venne rigettata come insufficiente, e i Maratha rinnovarono la loro offensiva dopo i monsoni. Essi si portarono nelle vicinanze di Seringapatam, e quindi tentarono una ritirata verso nord. Quando Hyder li seguì, essi si rivolsero in forze contro l'esercito di Hyder e catturarono gran parte dei suoi rifornimenti. Assediarono dunque senza successo Seringapatam per cinque settimane prima di abbandonare e concentrarsi sulla presa di Bangalore. Hyder nuovamente si appellò all'aiuto inglese, ma le condizioni presentate da questi ultimi erano per lui inaccettabili, ed i negoziati fallirono ancora una volta. Nel 1772 Hyder infine riuscì ad ottenere la pace, pagando gran parte dei tributi arretrati ed una cifra annuale come tributo, oltre a cedere tutti i territori acquisiti presso Bangalore. Al suo ritorno a Seringapatam dopo la conclusione della pace, Hyder apprese che Nanjaraja, regnante titolare di Mysore, era stato intercettato in comunicazioni segrete coi Maratha. Hyder ordinò dunque che Nanjaraja venisse strangolato e ne pose il fratello Chamaraja sul trono.
La pace coi Maratha ebbe vita breve. Il peshwa Madhavrao I morì sul finire del 1772, dando inizio ad una guerra per la sua successione. Nel 1773 Hyder sfruttò quest'opportunità per inviare suo figlio Tipu con un'armata a riprendere i territori persi a favore dei Maratha a nord, verso i Coorg. Un pretendente al trono dei Coorg aveva chiesto l'assistenza di Hyder nel 1770 quando egli era preoccupato coi Maratha. Egli riuscì velocemente ad ottenere il controllo della capitale locale, Merkara, imprigionando Raja Vira Rajendra. Installò qui un brahamino (casta impopolare presso i Coorgs) come governatore e collettore delle tasse, prima di continuare alla volta del Malabar ove nel 1774 riprese il completo controllo dei territori ceduti in precedenza. I Coorgs si ribellarono contro il nuovo governatore, al punto tale che Hyder venne costretto a ritornare a Coorg, schiacciare la ribellione ed impiccare gran parte dei fautori della stessa. Questi fatti ad ogni modo non arrestarono i Coorgs dal rimanere un continuo problema per Hyder, e per Tipu dopo la morte del padre.
Nel 1776 il giovane Raja Chamaraja morì. Per sceglierne il successore, Hyder decise di prendere tutti i bambini della famiglia reale e di guardarli insieme in un momento di gioco comunitario. Un bambino, anch'egli di nome Chamaraja, scelse di giocare con un pugnale ingioiellato e pertanto questo venne interpretato da Hyder come segno di forza e volontà d'azione, e venne pertanto prescelto come nuovo raja di Mysore.
Dal marso del 1775 la situazione della leadership a Pune, la capitale maratha, si era stabilizzata, e i Maratha avevano aderito a un'alleanza con il Niẓām di Hyderabad per opporsi a Hyder. L'esercito maratha venne sconfitto da uno dei generali di Hyder nel 1776. Questo fatto fermò il conflitto solo temporaneamente, riprendendo con vigore sino al 1779. Hyder ebbe successo nell'estendere i suoi domini sino al fiume Krishna dopo un lungo assedio a Dharwad. In un'azione controversa, Hyder nel 1779 si scontrò con Madakari Nayaka, governante di Chitradurga. Madakari aveva supportato Hyder nei suoi primi conflitti, ma nel 1777 aveva cambiato l'alleanza a favore dei Maratha. Dopo aver assediato Chitradurga, Hyder inviò Madakari a Seringapatam come prigioniero, dove morì poi. Hyder inviò altri 20.000 soldati di Madakari a Seringapatam, ove tutti i maschi del gruppo vennero forzatamente convertiti all'Islam ed andarono a formare i cosiddetti battaglioni chela dell'esercito mysoreano.

### La seconda guerra anglo-mysore

#### Alleanze
Durante il lungo conflitto con i Maratha, Hyder aveva più volte richiesto l'assistenza della Compagnia britannica delle Indie Orientali, ed ogni volta questa gli era stata rifiutata, in parte per l'influenza del nemico di Hyder a Madras, il nawab di Arcot.

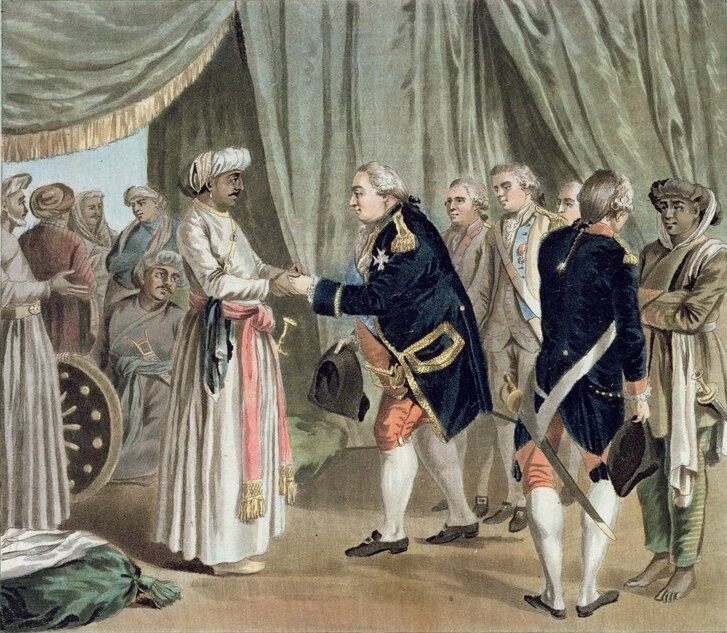
L'ammiraglio francese Pierre André de Suffren de Saint Tropez in un incontro con Hyder Ali nel 1782, incisione di J.B. Morret, 1789.

Nel 1771 inviati maratha si erano ravvicinati a Hyder con la proposta di unirsi contro gli inglesi, con l'obbiettivo di liberarsi definitivamente della loro influenza sulle coste orientali indiane. Dal momento che Hyder era a quel tempo in cerca di un'alleanza con gli inglesi, questi si prodigò per informarli dell'offerta. I Maratha, che pure continuavano a rimanere in guerra con gli inglesi, rinnovarono l'offerta a loro volta di un'alleanza nel 1779 a Hyder che questa volta l'accettò. La sua decisione di aderire all'alleanza venne spinta da due azioni inglesi: la prima fu la cattura per capitolazione del porto di Mahé da parte degli inglesi e l'entrata in guerra della Francia (storica alleata di Hyder) nell'ambito della Rivoluzione americana.
Hyder Ali iniziò a ricostruire la sua marina nel 1778. Impiegando Joze Azelars, un olandese, egli costruì 8 Ketchciascuna armata da 40 cannoni e 8 Dhows più piccoli. Quando la guerra scoppiò nel 1779, Joze Azelars notò come i bramini ed i loro alleati compissero ogni sforzo possibile per portare avanti il progresso della nuova base navale di Bhatkal.
Le forze alleate programmarono simultaneamente degli attacchi agli inglesi ed in cambio i Maratha si accordarono per onorare le pretese di Hyder di territori nell'attuale area a nord del fiume Tungabhadra, riducendo però questi il numero di tributi richiesti annualmente. Hyder si aspettava comunque di ricevere assistenza dai francesi, in particolar modo nel Karnataka, territorio che aveva cercato di conquistare.
Ad ogni modo, le azioni diplomatiche del governatore Warren Hastings e della compagnia convinsero sia il nizam che i Maratha a non prendere le armi, e Hyder finì per combattere la propria guerra da solo. Egli siglò con successo un'alleanza con Ali Raja Bibi Junumabe II e la comunità musulmana di Mappila, coinvolgendo poi i musulmani della Malaysia e delle Molucche che erano al servizio dei coloni olandesi.

### La discesa verso la Karnataka

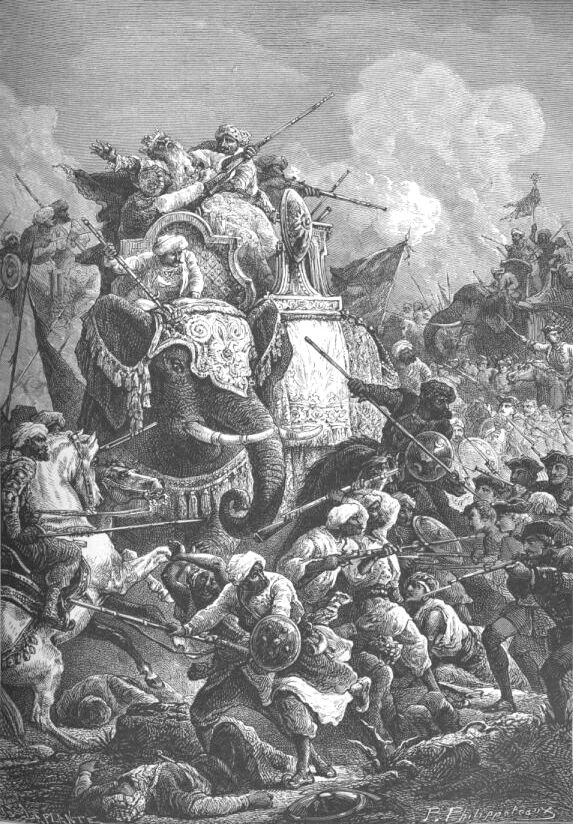
L'esperienza militare di Hyder Ali durante le Guerre karnatake gli permise di combattere una serie di guerre contro la Compagnia britannica delle Indie Orientali nel corso delle Guerre anglo-mysore.

L'esercito di Hyder era uno dei più potenti mai visti nell'India meridionale, con un numero di uomini stimato attorno agli 83.000. Coordinando cautamente le azioni coi suoi comandanti, egli riuscì a ripulire gli Eastern Ghats sino alle aree costiere pianeggianti nel luglio del 1780. Per via della segretezza di Hyder e della scarsa presenza di un'adeguata intelligence inglese, gli ufficiali di Madras non furono in grado di percepire i movimenti del nemico sin quando non udirono la notizia di alcuni villaggi bruciati ad appena 14 km di distanza da Madras. Hyder stesso organizzò l'assedio di Arcot, mentre lasciò suo figlio Karim Khan Sahib a prendere Porto Novo. Il movimento nell'agosto di quell'anno da parte di Hector Munro con una forza di più di 5.000 uomini provenienti da Madras e diretti a Kanchipuram (Conjeevaram) costrinse Hyder a lasciare l'assedio di Arcot ed a muoversi per il confronto con lui. Munro dal canto suo era in attesa di rinforzi provenienti da Guntur dal colonnello William Baillie, e pertanto Hyder inviò suo figlio Tipu a sondare il terreno. Tipu e Hyder circondarono le forze nemiche e riuscirono ad ottenere la resa di circa 3.000 uomini nella Battaglia di Pollilur del 10 settembre di quell'anno; questa fu la peggior sconfitta delle truppe inglesi in India a quel tempo. Hyder riprese dunque l'assedio ad Arcot, che cadde nel novembre successivo.
Poco dopo lo scoppio delle ostilità, il governatore Hastings aveva inviato il generale Sir Eyre Coote a sud dal Bengala per prendere la guida delle truppe inglesi opposte a Hyder. Egli giunse a Madras nel novembre di quell'anno per prendere il comando da Munro. Coote marciò nella Karnataka ed occupò Cuddalore. Dopo essersi rifornito egli assedio Chidambram, ma venne respinto.
Hyder era nel frattempo disceso a Tanjore, con severe conseguenze. Dopo aver rifiutato l'alleanza del re maratha Thuljaji, Hyder saccheggiò il paese, distruggendo le coltivazioni ed uccidendo il bestiame. L'economia di Tanjore calò del 90% tra il 1780 ed il 1782. Le vendette di Hyder continuarono e si può dire che l'economia locale non si riprese sino all'inizio del XIX secolo; nel folklore locale quest'epoca è definita col nome di Hyderakalam.
Con Coote a Cuddalore, Hyder compì dunque una marcia forzata per interporre il suo esercito tra Chidambram e Cuddalore, tagliando i rifornimenti a Coote. Coote marciò verso di lui frontalmente, e vinse una battaglia decisiva a Porto Novo il 1º luglio 1781; Coote stimò che Hyder avesse perso circa 10.000 uomini in questo scontro. Hyder quindi inviò dei dispacci a Tipu per impedire che Coote si potesse ricongiungere coi rifornimenti provenienti dal Bengala. Questo fallì e nel tardo agosto di quell'anno i due eserciti si scontrarono nuovamente a Pollilur, luogo scelto da Hyder perché esso era stato luogo di una schiacciante vittoria per gli indiani l'anno precedente. Hyder venne invece sconfitto questa volta, ma la battaglia non fu ancora decisiva. Mentre Coote raggruppò i suoi uomini e cercò approvvigionamenti, Hyder colse l'occasione per assediare Vellore. Le autorità di Madras convinsero Coote a ritirarsi verso la locale fortezza. Hyder e Coote si incontrarono in battaglia a Sholinghur, presso Vellore. L'artiglieria di Hyder si dimostrò inefficace di fronte alla disciplinata cavalleria inglese. Hyder venne forzato a ritirarsi e Coote riprese Vellore.
Lord Macartney, che era di recente giunto per ottenere il governo di Madras, aportò anche la notizia che l'Inghilterra era entrata in guerra con l'Olanda. Come conseguenza, le compagnie d'inglesi in India ottennero l'ordine di acquisire soprattutto possedimenti ex olandesi, e Macartney in persona ordinò al distaccamento di Tanjore, al comando del colonnello Brathwaite, di prendere l'avamposto olandese di Negapatam. Hyder cercò un accordo con gl olandesi secondo il quale questi si impegnavano a fornirgli truppe per la sua difesa ed egli avrebbe difeso anche l'avamposto di Negapatam dall'attacco di Brathwaite. Gli inglesi presero Negapatam dopo tre settimane di assedio tra l'ottobre ed il novembre del 1781. Questo colpo di mano costrinse Hyder a ritirarsi dai territori di Tanjore.
Nel gennaio del 1782 il generale Coote, pur peggiorando in salute, si spostò nuovamente a Vellore. Hyder decise quindi nuovamente di muovere guerra agli inglesi presso Sholinghur, ma le due forze non si scontrarono e Coote riuscì ad evitare il nemico. Nel febbraio di quell'anno Hyder chiese a Tipu con un certo numero di uomini di riprendere Tanjore. Ancora una volta la carenza di intelligence britannica sfavorì gli inglesi che spesso si trovarono circondati dagli indiani con forze superiori; il colonnello Brathwaite e 2.000 uomini si arresero. Hyder, però, era preoccupato da cattive notizie provenienti da ovest: una forza di Mysore che stava assediando Tellicherry era in pericolo, con il comandante ed i cannoni d'artiglieria catturati dal nemico, col Malabar ancora in rivolta. Hyder quindi inviò delle forze ad occuparsi di questi fatti, quando apprese che il 10 marzo erano sbarcate a Porto Novo delle forze francesi. Immediatamente Hyder inviò Tipu da Tanjoreper incontrarle e lo seguì poi da Arcot.
Fu in questo periodo che Hyder ebbe un tanto celebrato incontro con l'ammiraglio francese Pierre André de Suffren de Saint Tropez, e gli alleati si accordarono per porre una base francese a Cuddalore. La città venne occupata senza resistenza l'8 aprile e l'esercito di Hyder, aiutato dai francesi, marciò alla volta di Permacoil, che cadde nel maggio di quell'anno. Coote rispose all'attacco marciando verso Arni, ove si trovava il principale deposito in supporto di Hyder. Hyder ed i francesi considerarono l'idea di assaltare Wandiwash, ma abbandonarono l'idea e preferirono fronteggiare Coote nella Battaglia di Arni del 2 giugno. Nell'agosto di quello stesso anno le forze inglesi sbarcarono nella costa del Malabar e Hyder rispose inviando altre truppe a Tipu sul fronte occidentale. L'inizio della stagione dei monsoni sospese l'attività militare nelle pianure ad est, e Hyder stabilì il proprio accampamento presso Chittoor.

## La morte
Egli fu un comandante militare valente, originale ed intraprendente, abile nella tattica e fertile nelle risorse, pieno di energia e mai disposto alla sconfitta. Egli era sempre fiducioso nel battagliare e nella sua politica di opposizione agli inglesi... il suo nome è sempre menzionato a Mysore con rispetto, se non con ammirazione.

L. Bowring,

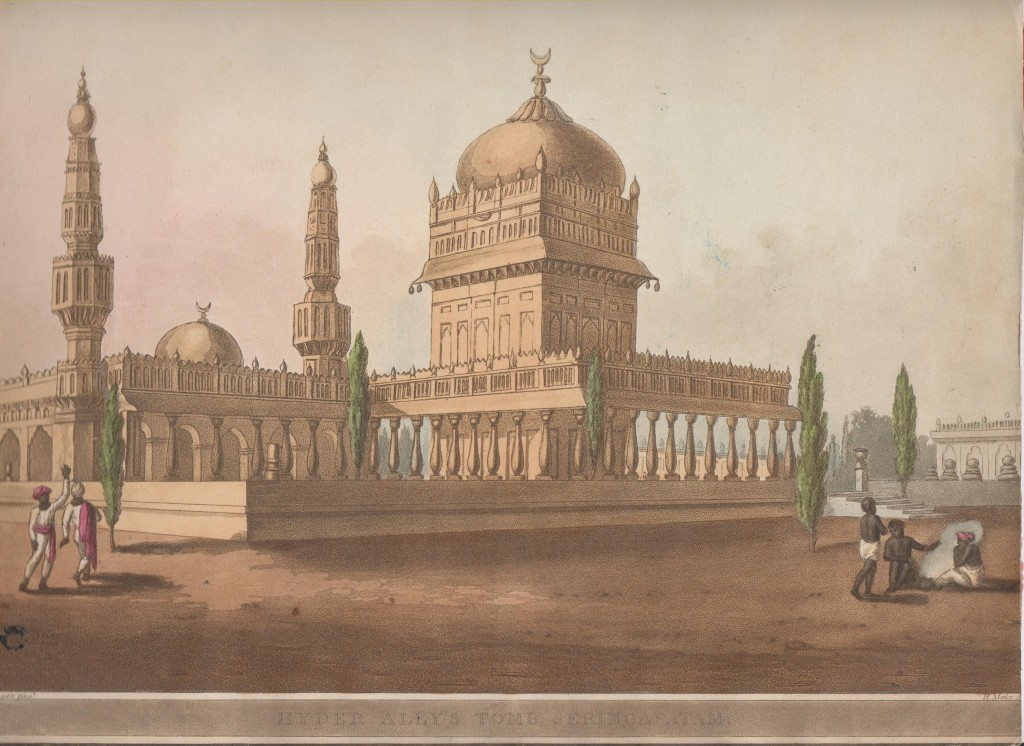
La tomba di Hyder Ali.

Hyder, che soffriva da tempo di cancro, morì al suo accampamento il 6 dicembre 1782. I consiglieri di Hyder tentarono di mantenere segreta la sua morte sino a quando Tipu non fosse stato richiamato dalla costa del Malabar. Apprendendo della morte del padre, Tipu immediatamente fece ritorno a Chittoor ed assunse energicamente le redini del potere. La sua ascese non fu senza problemi: egli dovette combattere contro suo zio che tentava di porre il fratello di Tipu, Abdul Karim, al trono. Gli inglesi seppero della morte di Hyder 48 ore dopo il suo decesso, ma preferirono sostituire Coote con James Stuart anziché sfruttare frettolosamente l'occasione per stroncare i nemici col rischio di ingenti perdite.

## Le innovazioni militari nell'uso dei razzi

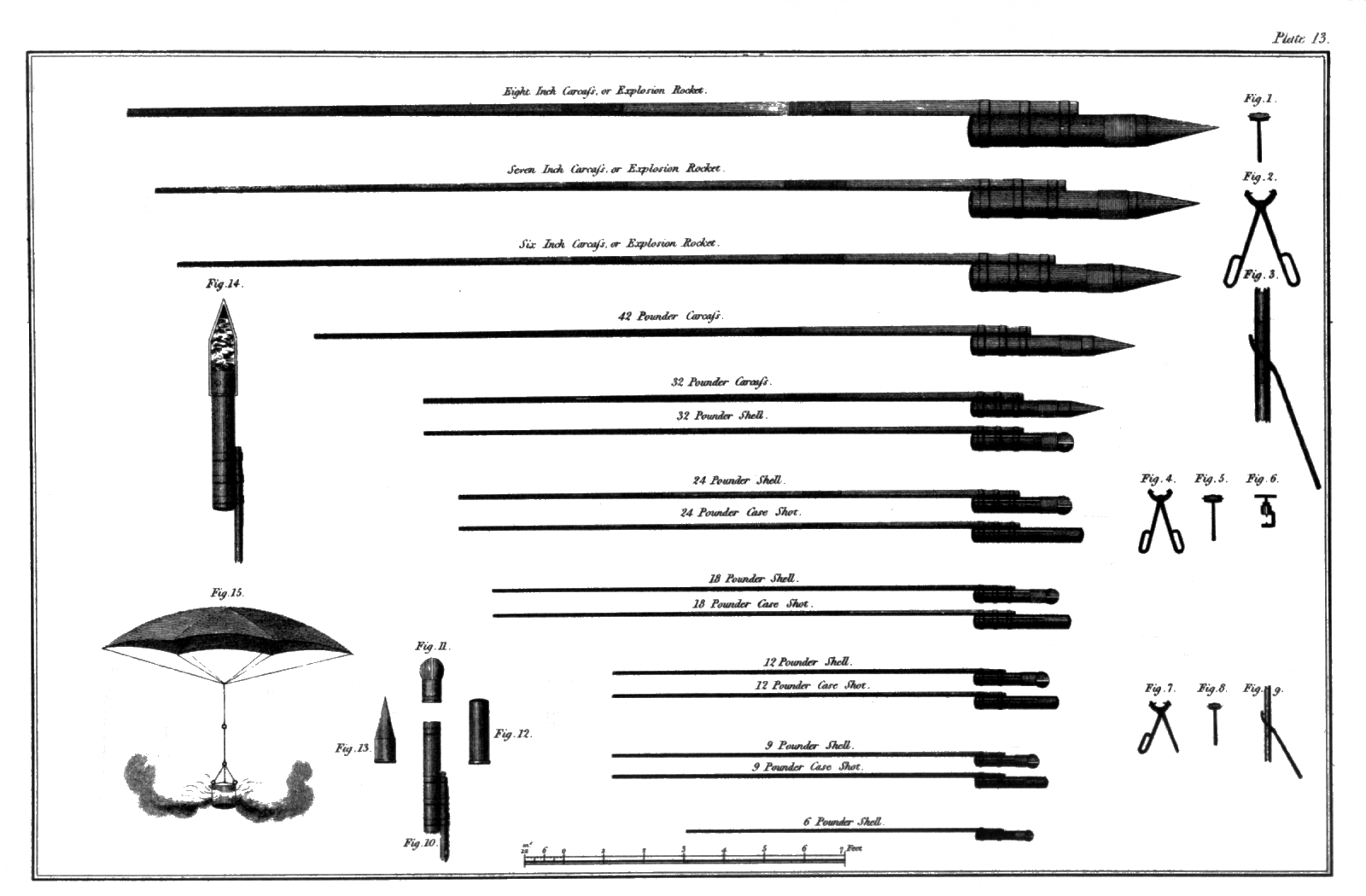
I razzi Mysore utilizzati per la prima volta durante le Guerre anglo-mysore vennero successivamente studiati dagli inglesi e rielaborati nei razzi Congreve che vennero poi impiegati durante le Guerre napoleoniche e nella Guerra del 1812.

Hyder Ali fu un innovatore dell'uso militare dei razzi, che erano usati contro posizioni e territori governati dalla Compagnia britannica delle Indie Orientali durante le Guerre anglo-mysore. Anche se la tecnologia dei razzi si era originata in Cina, essa era già giunta in India ed in Europa nel XIII secolo, sviluppando da qui i cannoni e tutta la tecnologia d'artiglieria europea. La tecnologia dei razzi era già in uso all'epoca del padre di Hyder (questi comandava una compagnia di 50 razzieri), ma fu Hyder stesso a migliorarla e ad espanderne significativamente l'uso a livello militare. Le innovazioni tecnologiche comprendevano l'uso di un tubo di metallo per la camera di combustione, in grado di dare maggior potere alla carica esplosiva del razzo stesso. Egli organizzò anche compagnie di razzieri in grado di colpire bersagli anche a lunga distanza. I razzi potevano inoltre essere montati su razzi e sparati in numero maggiore contemporaneamente. I razzi sviluppati da Hyder e poi da suo figlio Tipu portarono ad una rinascita dell'interesse per la tecnologia militare anche in Inghilterra dove William Congreve, studiando le casse metalliche dei razzi mysoriani, sviluppò quello che divenne noto come razzo Congreve all'inizio del XIX secolo.
All'epoca di Hyder i razzieri di Mysore erano circa 1.200 uomini, ma con Tipu passarono a quota a 5.000. Nella Battaglia di Pollilur del 1780, durante la seconda guerra, il deposito munizioni del colonnello William Baillie fu oggetto di un bombardamento a razzi, il che contribuì alla disfatta inglese sul campo.